# Alejandro Meleán
Alejandro Meleán Villarroel (Miami, 16 giugno 1987) è un calciatore boliviano, centrocampista dell'Jorge Wilstermann e della Nazionale boliviana.

## Carriera

### Nazionale
Viene convocato per la Copa América Centenario negli Stati Uniti.

## Palmarès

### Competizioni nazionali
- Campionato boliviano: 1

Wilstermann: Apertura 2018